# The Iron Curtain
The Iron Curtain is een Amerikaanse dramafilm uit 1948 onder regie van William A. Wellman. Destijds werd de film in Nederland uitgebracht onder de titel Het geval Gouzenko.

## Verhaal
Igor Gouzenko werkt voor de Russische ambassade in Ottawa. Als hij en zijn gezin horen dat ze naar de Sovjet-Unie terug moeten keren, weigeren ze Canada te verlaten. Igor stapt naar het gerecht met de namen van Russische spionnen.

## Rolverdeling
| Acteur          | Personage                  |
| --------------- | -------------------------- |
| Dana Andrews    | Igor Gouzenko              |
| Gene Tierney    | Anna Gouzenko              |
| June Havoc      | Nina Karanova              |
| Berry Kroeger   | John Grubb                 |
| Edna Best       | Mevrouw Foster             |
| Stefan Schnabel | Kolonel Ilya Ranov         |
| Nicholas Joy    | Dr. Harold Preston         |
| Eduard Franz    | Majoor Semyon Kulin        |
| Frederic Tozere | Kolonel Aleksandr Trigorin |